# Uraco
El uraco es un ligamento, remanente de la circulación fetal,  alargado y fibroso del alantoides, que comunica la cúpula de la vejiga urinaria con el ombligo, por dentro de la pared abdominal.

## Patologías
En ocasiones, la luz del alantoides persiste cuando se forma el uraco. Esto provoca una fístula uracal, a partir de la cual la orina drena desde la vejiga hacia el exterior del ombligo. Si tan solo una pequeña parte de la luz del alantoides persiste, puede crear un quiste uracal. Si una porción mayor de la luz del uraco permanece, origina un seno uracal, que se abre al ombligo o a la vejiga urinaria.
- Uraco permeable.
- Quiste del uraco.[1]
- Fístula del uraco con drenaje en el ombligo.
- Fístula con drenaje en el ombligo y en la vejiga.
- Divertículo uracovesical.